# Sant Francesc del Convent de Caputxins de Ceret

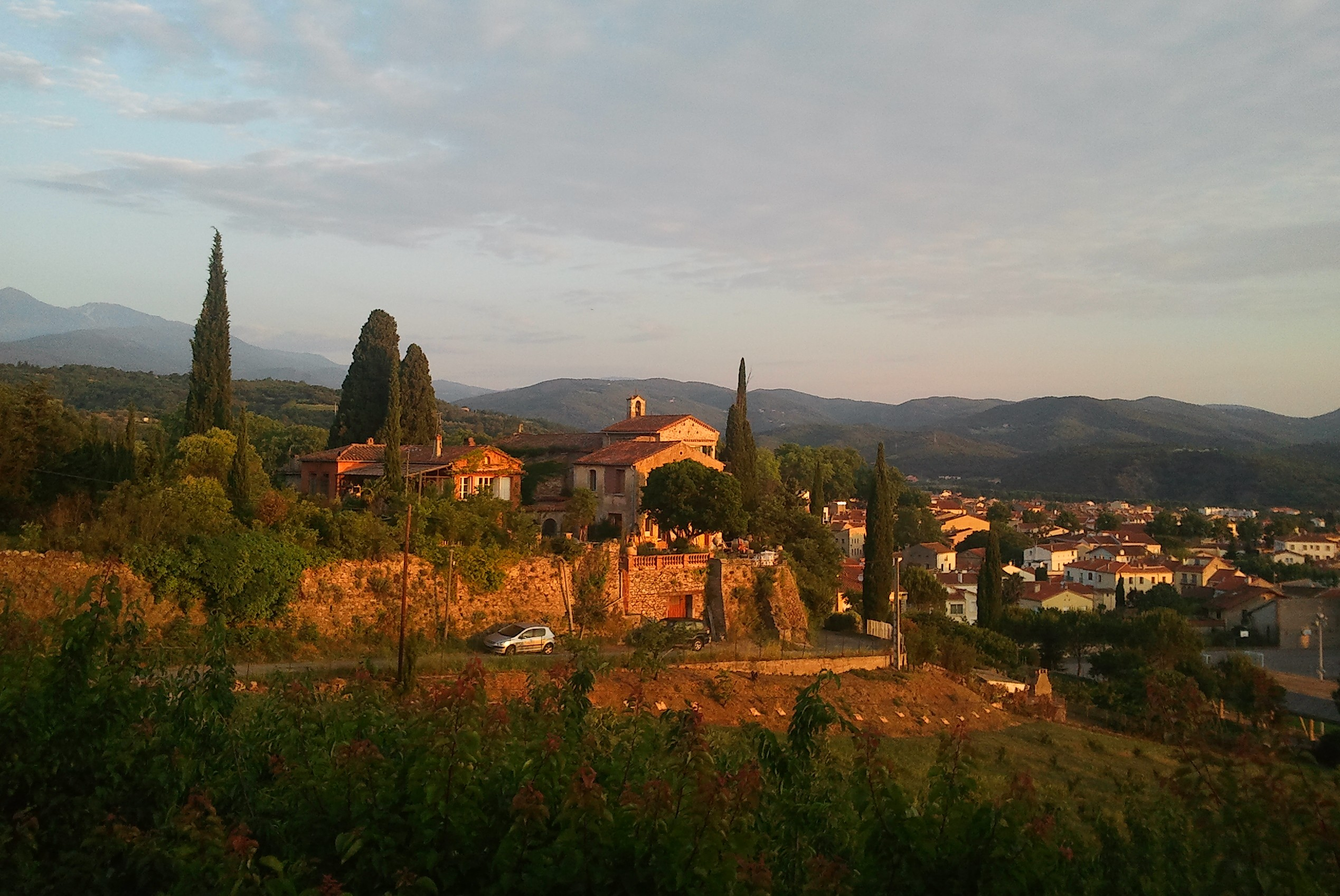
Paisatge matinal del convent

Nostra Senyora dels Angels, Convent dels Caputxins de Ceret és la capella del Convent dels Caputxins de Ceret, del terme comunal del mateix nom, a la comarca del Vallespir (Catalunya del Nord).

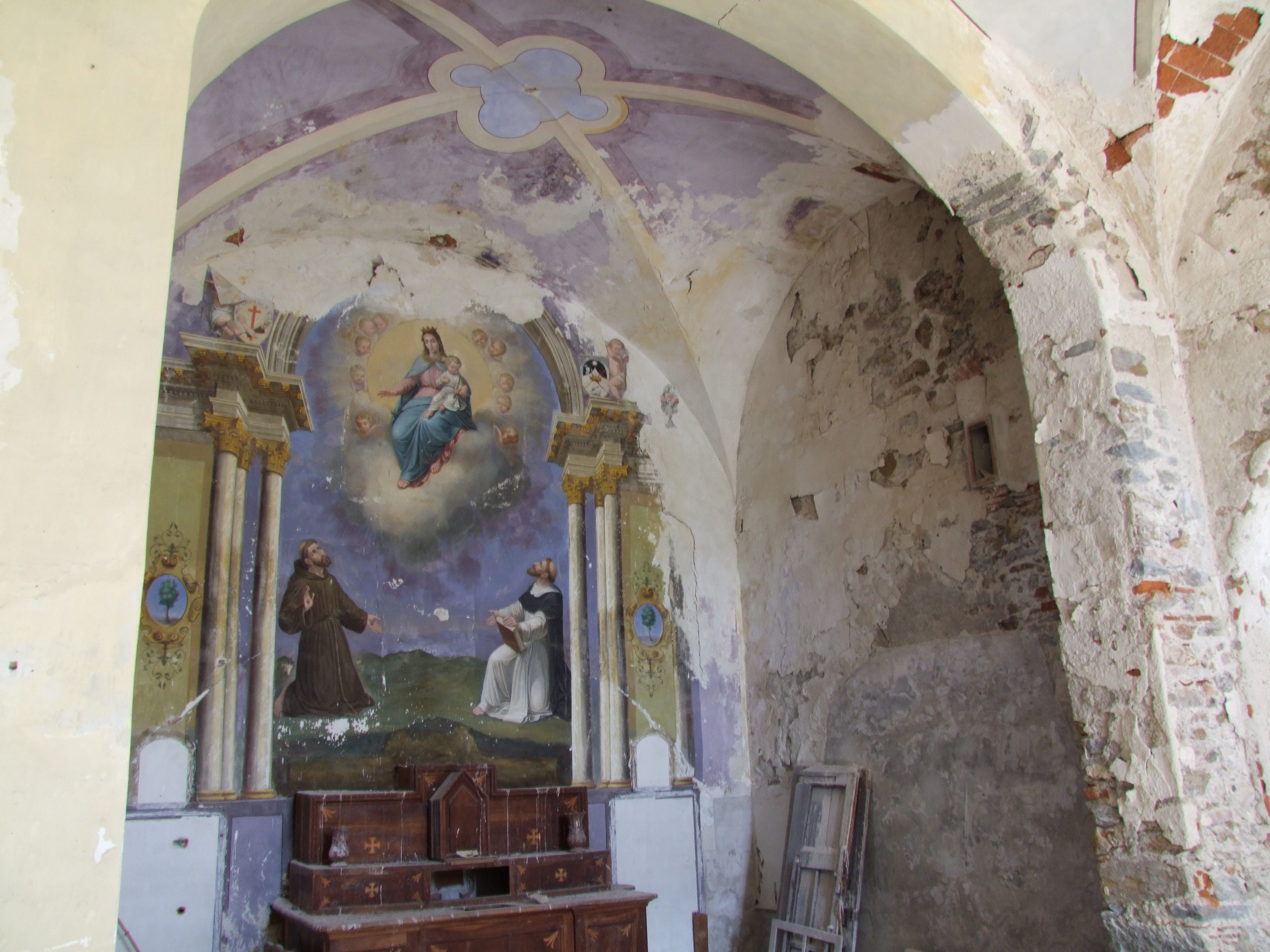
Cor de l'església

Està situat a poca distància al sud-est de la vila, just al costat de migdia de l'estadi de rugbi de Ceret.
És un edifici de dimensions mitjanes; barroc, d'una sola nau amb capçalera exempta, està annex al Convent dels Caputxins de Ceret.